# Hugh John Flemming
Hugh John Flemming PC (* 5. Januar 1899 in Peel, New Brunswick; † 16. Oktober 1982) war ein kanadischer Unternehmer und Politiker der Konservativen Partei Kanadas sowie später der Progressiv-konservativen Partei (PC), der zwischen 1952 und 1960 Premierminister von New Brunswick war. Danach war er fast zwölf Jahre lang Mitglied des Unterhauses sowie zwischen 1960 und 1963 Minister verschiedener Ressorts im 18. kanadischen Kabinett von Premierminister John Diefenbaker.

## Leben

### Oppositionsführer und Premierminister von New Brunswick
Flemming war der Sohn von James Kidd Flemming, der zwischen 1911 und 1914 ebenfalls Premierminister von New Brunswick sowie von 1925 bis zu seinem Tod 1927 Abgeordneter des Unterhauses war. Wie bereits sein Vater war auch er von Beruf Holzfäller und Kaufmann.
Er begann seine politische Laufbahn in der Kommunalpolitik als Mitglied des Rates von Carleton County, dem er zwischen 1921 und 1933 angehörte. Bei der Wahl vom 14. Oktober 1935 kandidierte er für die Konservative Partei Kanadas im Wahlkreis Victoria-Carleton ohne Erfolg erstmals für ein Abgeordnetenmandat im Unterhaus.
Mitte der 1940er Jahre konzentrierte sich Flemming auf die politische Arbeit in der Provinz New Brunswick und wurde am 28. August 1944 im Wahlkreis Carleton zum Mitglied der Legislativversammlung von New Brunswick gewählt und gehörte dieser mehr als 16 Jahre lang bis Oktober 1960 an. Während dieser Zeit war als Vorsitzender der Fraktion der Progressive Conservative Party of New Brunswick Oppositionsführer.
Nachdem die Progressive Conservative Party of New Brunswick die Wahl zur Legislativversammlung am 22. September 1952 gewonnen hatte und mit 36 der 52 Sitze über eine absolute Mehrheit verfügte, wurde Flemming am 8. Oktober 1952 Nachfolger von John Babbitt McNair von der New Brunswick Liberal Association als Premierminister von New Brunswick und bekleidete dieses Amt bis zum 11. Juli 1960. Zugleich fungierte er vom 8. Oktober 1952 bis Juli 1958 als Minister für öffentliche Arbeiten sowie anschließend zwischen Juli 1958 und dem 12. Juli 1960 als Minister für Gemeindeangelegenheiten. Bei der Wahl zur Legislativversammlung am 18. Juni 1956 konnte seine Partei ihren Vorsprung noch leicht ausbauen und kam auf 37 der 52 Sitze.
Bei der Wahl zur Legislativversammlung am 27. Juni 1960 erlitt die Progressive Conservative Party of New Brunswick jedoch eine Wahlniederlage und kam nur noch auf 21 der 52 Sitze, während die New Brunswick Liberal Association auf 31 Mandate kam und mit Louis Robichaud am 12. Juli 1960 wieder den Premierminister stellen konnte. Flemming übernahm daraufhin wieder das Amt des Oppositionsführers.

### Unterhausabgeordneter und Bundesminister
Wenige Monate später verließ Flemming die Provinzpolitik und wurde am 11. Oktober 1960 von Premierminister John Diefenbaker in das 18. kanadische Kabinett berufen und war dort bis zum Ende von Diefenbakers Amtszeit am 17. März 1963 Forstwirtschaftsminister.
Wenige Wochen später wurde er bei einer Nachwahl im Wahlkreis Royal am 31. Oktober 1960 erstmals zum Abgeordneten in das Unterhaus gewählt. Nachdem er bei der Wahl vom 18. Juni 1962 im Wahlkreis Victoria-Charlotte wiedergewählt wurde, vertrat er seit der Wahl vom 25. Juni 1968 den Wahlkreis Carleton-Charlotte bis zu seinem Ausscheiden aus dem Unterhaus am 29. Oktober 1972.
Zuletzt war er im Kabinett Diefenbaker zwischen dem 18. Juli und dem 8. August 1962 auch geschäftsführender Minister für Bergbau und technische Begutachtung sowie zuletzt vom 9. August 1962 bis zum Ende von Diefenbakers Amtszeit am 21. April 1963 zusätzlich Minister für nationale Einkünfte.
Nach der Niederlage seiner Partei bei der Unterhauswahl vom 8. April 1963 fungierte er bis 1968 als Sprecher der oppositionellen PC-Fraktion für Forstwirtschaft.
Ihm zu Ehren wurde das Hugh John Flemming Forestry Centre in Fredericton benannt, das das größte und zugleich führende Forschungszentrum in Zentralkanada beherbergt und mit der University of New Brunswick kooperiert.